# Alexander Sumarokov
Alexander Petrovich Soumarokov (russo: Александр Петрович Сумароков; Lappeenranta, 25 de novembro de 1717 - Moscou, 12 de outubro de 1777), foi um poeta neoclássico,,dramaturgo e fabulista russo. Ele criou o teatro clássico no Império Russo e co-iniciou o reinado do classicismo na literatura russa com Mikhail Lomonosov.
Sumarokov dirigiu o primeiro teatro permanente em São Petersburgo (1756-61) e foi o autor de comédias e nove tragédias, incluindo uma adaptação em 1748 de Hamlet de Shakespeare. Com influências do drama neoclássico da França, Sumarokov transplantou as convenções do teatro francês para dramas que lidavam com a história russa, fazendo-o ganhar o epítoto de "Racine do Norte". Suas tragédias geralmente tinham finais felizes e retratavam conflitos entre amor e obrigação, enquanto suas comédias eram sátiras contra a ignorância e o provincianismo. Suas peças caíram em popularidade; no entanto, sua poesia lírica ainda é lida.
Apesar de ser um nobre aristocrata em pleno século XVIII, Sumarokov levava as responsabilidades da nobreza a sério, tendo publicado um jornal, Trudolyubivaya pchela (1759; "A Abelha Industriosa"). Nele, Sumarokov expôs funcionários corruptos e os abusos da servidão. Quando perdeu o favor de Catarina II, se aposentou em Moscou, e morreu pobre aos 59 anos de idade.